# بليز فولي
بليز فولي (بالإنجليزية: Blaze Foley) هو موسيقي ومغن مؤلف أمريكي، ولد في 18 ديسمبر 1949 في مالفيرن في الولايات المتحدة، وتوفي في 1 فبراير 1989 في أوستن في الولايات المتحدة.

## وصلات خارجية
- بليز فولي على موقع IMDb (الإنجليزية)
- بليز فولي على موقع ميوزك برينز (الإنجليزية)
- بليز فولي على موقع ديسكوغز (الإنجليزية)